# Cantó de Chambéry-Est
El cantó de Chambéry-Est és un cantó francès del departament de la Savoia, situat al districte de Chambéry. Compta amb part del municipi de Chambéry.

## Municipis
- Chambéry

## Història
| Període      | Identitat      | Partit          | Qualitat                                                                                             |
| ------------ | -------------- | --------------- | --- |
| 1982-en curs | Michel Bouvard | RPR després UMP | Diputat de la Savoia Antic conseller municipal de Chambéry Vicepresident delegat del Consell General |

## Demografia
| 1882                                            | 1926 | 1962 | 1968 | 1975 | 1982 | 1990 | 1999   | 2008   |
| ?                                               | ?    | ?    | ?    | ?    | ?    | ?    | 12.846 | 13.455 |
| ----------------------------------------------- | ---- | ---- | ---- | ---- | ---- | ---- | ------ | ------ |
| A partir de 1990: Població sense dobles comptes |      |      |      |      |      |      |        |        |